# Sébastien Le Toux
Sébastien Le Toux, né le 10 janvier 1984 à Mont-Saint-Aignan en France, est un footballeur français jouant au poste d'attaquant.

## Biographie

### Débuts en France
Il est formé en tant que latéral droit, même si, plus jeune, il préférait jouer au poste de milieu droit .
En 2003, il gagne la Coupe Gambardella avec le Stade rennais. Un an plus tard, il signe son premier contrat professionnel avec le FC Lorient où il jouera pendant deux saisons au poste de latéral droit. Arrivé à échéance, son contrat n'est pas renouvelé et il se retrouve au chômage.

### Aux États-Unis

#### Sounders de Seattle en deuxième division
En 2007, il fait un essai aux États-Unis avec le FC Dallas avant de signer un contrat avec les Sounders de Seattle, club alors dans la Première division de la USL. À l'issue de la saison et à la suite de son repositionnement en tant qu'attaquant, il finit co-meilleur buteur du championnat USL avec dix buts. Le 28 septembre 2007, Le Toux est élu USL First Division Most Valuable Player.

#### Débuts en MLS avec Seattle
En 2009, il est le premier joueur à s'engager avec la nouvelle franchise de la Major League Soccer (MLS), les Sounders de Seattle. Il marque le premier but de la franchise dans un verdict nul de 1-1 contre le Galaxy de Los Angeles. À la fin de la saison, Le Toux ne fait pas partie des onze joueurs protégés de l'équipe de Seattle en vue de la séance de sélection 2009 pour l'expansion de la MLS.

#### Bon passage au Union de Philadelphie
Le 25 novembre 2009, il est sélectionné par le Union de Philadelphie, la nouvelle franchise de la MLS. Lors de la deuxième semaine d'activité de la saison 2010, il inscrit un triplé et donne la victoire à son équipe, trois buts à deux. Il restera comme le premier buteur de l'équipe à domicile, puisque c'était le premier match du club dans son stade. Il termine la saison 2010 avec quatorze buts en championnat MLS. Le Toux est nommé pour le match des étoiles de la MLS.
En juillet 2010, après un excellent début de saison, il est sélectionné comme étoile MLS pour affronter Manchester United en amical.
En novembre 2010, il reçoit le prix individuel du fair-play de la MLS : en 2520 minutes de jeu cette saison, Le Toux n'a commis que dix fautes, n'a reçu ni avertissement ni carton rouge et n'a pas fait l'objet d'une procédure devant la commission de discipline. Au cours de ce mois de novembre 2010, il est également désigné dans l'équipe-type de la MLS pour la saison 2010.
Il est élu meilleur joueur du mois de septembre 2011 après avoir inscrit sept buts en six matches au cours de cette période. Il finit la saison avec un bilan de 11 buts et 9 passes décisives. 
En novembre 2011, il reçoit de nouveau le prix individuel du fair-play de la MLS .

#### Départ vers les Whitecaps de Vancouver
Le 31 janvier 2012, Sébastien Le Toux annonce officiellement sur son compte Twitter qu'il est transféré dans le club canadien des Whitecaps de Vancouver. Le 11 mars 2012, pour la reprise du championnat nord-américain et sa première apparition sous le maillot des Whitecaps, il marque son premier but pour son nouveau club.

#### Brève période chez les Red Bulls de New York
Le 13 juillet 2012, il est transféré aux Red Bulls de New York contre Dane Richards et une somme d'argent.

#### Second passage à Philadelphie
À la fin de la saison 2012, il retourne au Union de Philadelphie, seulement un an après l'avoir quitté.

#### Retour dans l'Ouest avant D.C. United
Après plus de 120 rencontres lors de son second passage à Philadelphie et une popularité toujours aussi importante, il est envoyé contre un montant d'allocation général aux Rapids du Colorado, dans la conférence Ouest, le 3 août 2016, dernière journée de la fenêtre des transferts dans la ligue. Non conservé en fin de saison dans le Colorado, Sébastien devient agent libre et signe alors le 24 janvier 2017 à D.C. United.

#### Retraite
Sébastien Le Toux annonce sa retraite le 7 mai 2018. Il signe le lendemain un contrat symbolique d'une journée avec le Union de Philadelphie afin de pouvoir officiellement se retirer du circuit professionnel tout en portant les couleurs du club pennsylvanien dont il est devenu un joueur culte. Il devient à cette occasion le premier joueur à entrer au temple de la renommée de cette équipe.

### Sélection
Il déclare en juillet 2008 qu’il veut jouer pour l’équipe nationale des États-Unis. Il obtient sa carte de résident permanent en août 2010 et n'est donc plus considéré comme étranger en MLS. Mais il ne peut toujours pas être appelé pour jouer avec la sélection des États-Unis, n'étant pas de citoyenneté américaine.

## Statistiques
| Saison                | Club                   | Championnat           | Championnat | Championnat | Championnat | Coupe nationale | Coupe nationale | Coupe nationale | Coupe de la Ligue | Coupe de la Ligue | Coupe de la Ligue | Séries | Séries | Séries | Total | Total | Total |
| Saison                | Club                   | Division              | M.          | B.          | P.d.        | M.              | B.              | P.d.            | M.                | B.                | P.d.              | M.     | B.     | P.d.   | M.    | B.    | P.d.  |
| 2004-2005             | FC Lorient             | Ligue 2               | 12          | 0           | 0           | 0               | 0               | 0               | 1                 | 0                 | 0                 | -      | -      | -      | 13    | 0     | 0     |
| 2005-2006             | FC Lorient             | Ligue 2               | 3           | 1           | 0           | 3               | 0               | 0               | 0                 | 0                 | 0                 | -      | -      | -      | 6     | 1     | 0     |
| Sous-total            | Sous-total             | Sous-total            | 15          | 1           | 0           | 3               | 0               | 0               | 1                 | 0                 | 0                 | 0      | 0      | 0      | 19    | 1     | 0     |
| 2007                  | Sounders de Seattle    | USL-1                 | 24          | 10          | 2           | 5               | 5               | 1               | -                 | -                 | -                 | 5      | 0      | 0      | 34    | 15    | 3     |
| 2008                  | Sounders de Seattle    | USL-1                 | 30          | 14          | 4           | 5               | 5               | 0               | -                 | -                 | -                 | 2      | 0      | 0      | 37    | 19    | 4     |
| 2009                  | Sounders de Seattle    | MLS                   | 28          | 1           | 3           | 6               | 3               | 5               | -                 | -                 | -                 | 2      | 0      | 0      | 36    | 4     | 8     |
| Sous-total            | Sous-total             | Sous-total            | 82          | 25          | 9           | 16              | 13              | 6               | 0                 | 0                 | 0                 | 9      | 0      | 0      | 107   | 38    | 15    |
| 2010                  | Union de Philadelphie  | MLS                   | 28          | 14          | 11          | 1               | 1               | 0               | -                 | -                 | -                 | -      | -      | -      | 29    | 15    | 11    |
| 2011                  | Union de Philadelphie  | MLS                   | 34          | 11          | 9           | 1               | 0               | 0               | -                 | -                 | -                 | 2      | 1      | 0      | 37    | 12    | 9     |
| Sous-total            | Sous-total             | Sous-total            | 62          | 25          | 20          | 2               | 1               | 0               | 0                 | 0                 | 0                 | 2      | 1      | 0      | 66    | 27    | 20    |
| 2012                  | Whitecaps de Vancouver | MLS                   | 19          | 4           | 1           | 3               | 2               | 0               | 0                 | 0                 | 0                 | 0      | 0      | 0      | 22    | 6     | 1     |
| 2012                  | Red Bulls de New York  | MLS                   | 14          | 1           | 1           | -               | -               | -               | -                 | -                 | -                 | 1      | 0      | 0      | 15    | 1     | 1     |
| 2013                  | Union de Philadelphie  | MLS                   | 32          | 3           | 12          | 2               | 0               | 2               | -                 | -                 | -                 | -      | -      | -      | 34    | 3     | 14    |
| 2014                  | Union de Philadelphie  | MLS                   | 29          | 12          | 7           | 5               | 3               | 2               | -                 | -                 | -                 | -      | -      | -      | 34    | 15    | 9     |
| 2015                  | Union de Philadelphie  | MLS                   | 31          | 8           | 6           | 4               | 2               | 0               | -                 | -                 | -                 | -      | -      | -      | 35    | 10    | 6     |
| 2016                  | Union de Philadelphie  | MLS                   | 21          | 2           | 5           | 3               | 0               | 1               | -                 | -                 | -                 | -      | -      | -      | 24    | 2     | 6     |
| Sous-total            | Sous-total             | Sous-total            | 113         | 25          | 30          | 14              | 5               | 4               | 0                 | 0                 | 0                 | 0      | 0      | 0      | 127   | 30    | 34    |
| 2016                  | Rapids du Colorado     | MLS                   | 11          | 1           | 2           | -               | -               | -               | -                 | -                 | -                 | 3      | 0      | 0      | 14    | 1     | 2     |
| 2017                  | D.C. United            | MLS                   | 16          | 2           | 0           | 2               | 0               | 0               | -                 | -                 | -                 | -      | -      | -      | 18    | 2     | 0     |
| Total sur la carrière | Total sur la carrière  | Total sur la carrière | 332         | 84          | 63          | 42              | 21              | 11              | 1                 | 0                 | 0                 | 15     | 1      | 0      | 390   | 106   | 74    |

## Palmarès

### Collectif
- Coupe Gambardella : 2003
- Champion de la première division USL : 2007
- Coupe des États-Unis : 2009

### Individuel
- Meilleur buteur de la première division USL 2007 (10 buts)
- Élu meilleur joueur de la division USL 2007
- Trophée du fair-play de la MLS : 2010 et 2011
- Nommé sur le MLS Best XI : 2010
- Titulaire au Match des étoiles de la MLS : 2010